# Eva Kmentová
Eva Kmentová (6. ledna 1928 Praha – 8. dubna 1980 tamtéž) byla česká sochařka.

## Život
Otec Evy Kmentové, František Kment (1895-1977), byl profesorem řezbářské speciálky na Ústřední škole bytového průmyslu, v Praze na Žižkově, matka Marie Kmentová (1903-1988) byla malířkou dekorací (porcelán, hedvábí). Eva Kmentová na téže škole pod otcovým vedením během války absolvovala tříleté studium řezbářství, které ukončila v roce 1946 a téhož roku byla přijata na VŠUP, nejprve do ateliéru prof. Jana Nušla (šperkařství), odkud po dvou letech přestoupila na sochařství k prof. Josefu Wagnerovi. Vysokou školu absolvovala v roce 1951 (socha Sokolice) a v následujícím roce se provdala za svého spolužáka Olbrama Zoubka.
V roce 1954 se jim narodila dcera Polana (provdaná Bregantová), roku 1956 syn Jasan. V 50. letech oba sdíleli ateliér s dvorkem na Žižkově v místě někdejší cementářské dílny (Židovské pece), podnikali cesty do zahraničí (Bulharsko, Rumunsko, 1958 Řecko, 1959 Egypt) a pracovali společně na veřejných zakázkách Eva navrhovala šperky, oba se věnovali restaurování, dlouhodobě na sgrafitech zámku v Litomyšli. Roku 1957 se stali členy tvůrčí skupiny Trasa, ale z výstavy skupiny v Galerii Fronta roku 1959 byly jejich sochy odstraněny z ideologických důvodů.
Eva Kmentová vystavovala samostatně roku 1963 v Alšově síni – Galerii mladých. V témže roce se seznámila s Jindřichem Chalupeckým, a také získala vlastní ateliér na Žižkově, kterému říkala „Doupě“. Zde vznikala stěžejní díla, vystavená později ve Špálově galerii, na výstavě českého moderního sochařství v Berlíně a reprodukovaná v Hazanově Novém slovníku moderního sochařství.
Počátkem 70. let se Eva Kmentová přestěhovala do nového ateliéru ve zrekonstruované barokní stodole usedlosti Na Konvářce, její možnosti vystavovat byly však po okupaci Československa a během normalizace vzácné, omezené na malé mimopražské galerie. V roce 1976 byla vyznamenána udělením soukromé ceny Jiřího Koláře, ale již vážně nemocná se zhoršujícím se zdravotním stavem postupně opouštěla sochařskou tvorbu a soustřeďovala se na práci s papírem – koláže, kresby, papírové asambláže.
Eva Kmentová zemřela v Praze 8. dubna 1980, ve věku 52 let.

## Dílo

### Sochy
Realistické portréty a postavy, které vytvořila Eva Kmentová během studia v sádře a hlíně jsou nyní většinou nezvěstné. Až po absolvování školy postupně vstřebává podněty evropských moderních sochařů (Lynn Chadwick, Kenneth Armitage, Giacomo Manzú, Henry Moore, Henri Laurens, Pablo Picasso aj.) a stavba jejích figur se zjednodušuje, s větším důrazem na gesto a kompozici tvarů. Její nejrozměrnější dochované dílo, Žena na slunci (1958), nese zřetelný vliv Fernanda Légera, jehož výtvarným stylem byla tehdy ovlivněna většina členů skupiny Trasa. Další potlačení detailu a výraznější strukturaci povrchu si vynutilo použití betonu i v komorních studiích k sochám.
Na počátku 60. let jsou její návrhy plastik do veřejného prostoru ještě ovlivněné tzv. Bruselským stylem a pozdně kubistickými tendencemi, menší reliéfy a sochy v cínu lze zařadit ke „krotké moderně“.
Spolupráce s architekty vede kolem roku 1963 k postupnému opuštění figury směrem k výtvarným znakům, nakonec až k plošným reliéfům. V té době současně vznikají díla se silným existenciálním podtextem (Torzo strachu 1963, Plod, Opuštěný prostor 1964) a pozoruhodná komorní ženská torza.
Po přestěhování do vlastního ateliéru se Kmentová věnuje tvorbě reliéfních odlitků a využívá strukturu a tvary úlomků dřev v abstraktních asamblážích v betonu, někdy kolorovaných. Její komorní plastiky mají souvislost s předchozím návrhem betonové dekorativní stěny pro českou ambasádu v Brasilii v duchu tehdy dominující architektury brutalismu (1964, spolu s O. Zoubkem a Č. Kafkou).
Po účasti na sochařském sympoziu roku 1966 v St. Margarethen v Rakousku (organizátor Karl Prantl) začíná v rozměrných plošných krajinách používat otisky oblých valounů jako symboly semen-vajíček. Některé reliéfy později spojuje a vytváří samostatně stojící stély. Ve svých textech Kmentová popisuje intenzivní vnímání krajiny až k pocitům splynutí („...pociťuju nepřetržitost a organické prolínání člověka a země, viditelného i utajeného života.“).
Následně otiskuje do sádrové hmoty vlastní stopy, rty, ruce a prsty a z abstraktních krajin se stávají krajiny lidského těla, z odlitků rukou sestavuje asambláže – motýly, nakonec do sádry otiskne svou skrčenou postavu v plastice Lidské vejce (1968) a mužskou postavu s gestem rozepjatých rukou (Opuštěný prostor 1968).
Těmto dílům předcházejí „hlavy svatých“ (1968) v cínu jako pocta Brancusimu a série Terčů (1968), která se svým jednoznačným sdělením poněkud vymyká z jinak spíše introvertní tvorby sochařky. Následují studie zahalených figur (plastika pro OD Prostějov), Zabalená socha (1969) a odlitky draperií, nejprve v sádře a nakonec provedené v bronzu nebo svařováním v kovu (Prostěradlo, Uzel 1969).
V 70. letech vzniká série krajin s trčícími prsty – výhonky a řada otisků se skrytým symbolickým významem, za všechny např. konceptuální instalace stop vlastních nohou mířících k oknu Špálovy galerie.
Motiv prolnutí tělesného a přírodního se vrací v objektu Postava na trávě nebo já (1971). V reliéfech se objevují naléhavá slova (Ne, Proč, Já) a také opadané listy nebo jablka, prsty už jen jako fragmenty sestavené do plošných asambláží, nakonec opět lidské tělo – nohy uvězněné v zemi, obnažená žebra.

#### Sochy ve veřejném prostoru

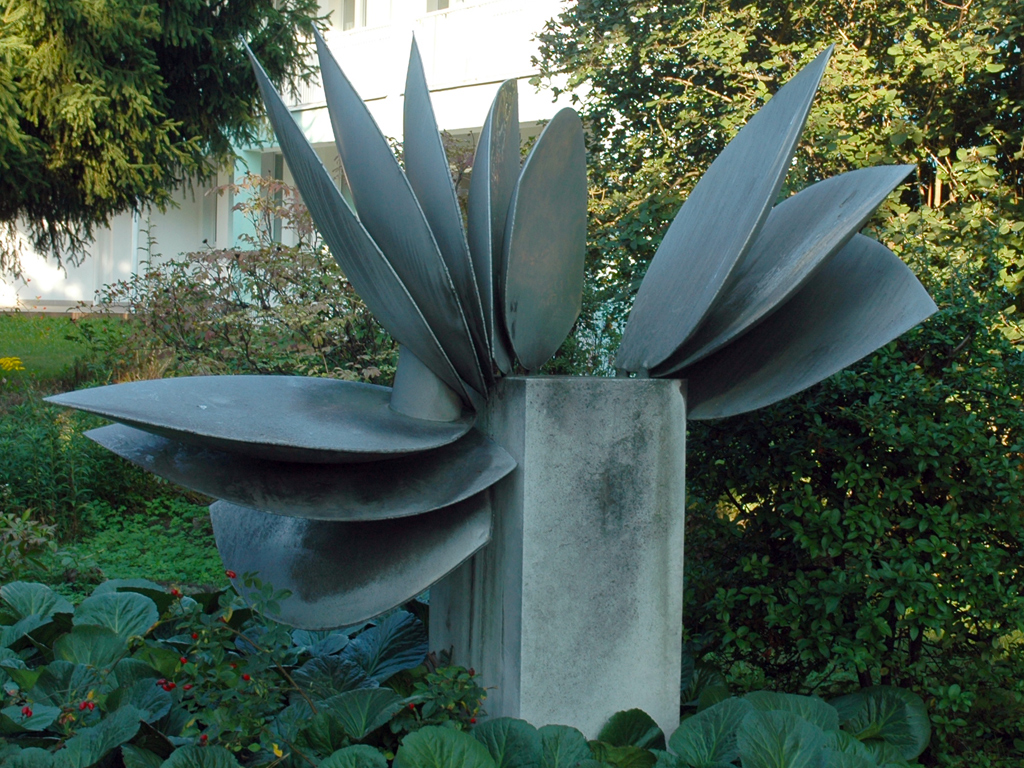
List v pohybu (1973)

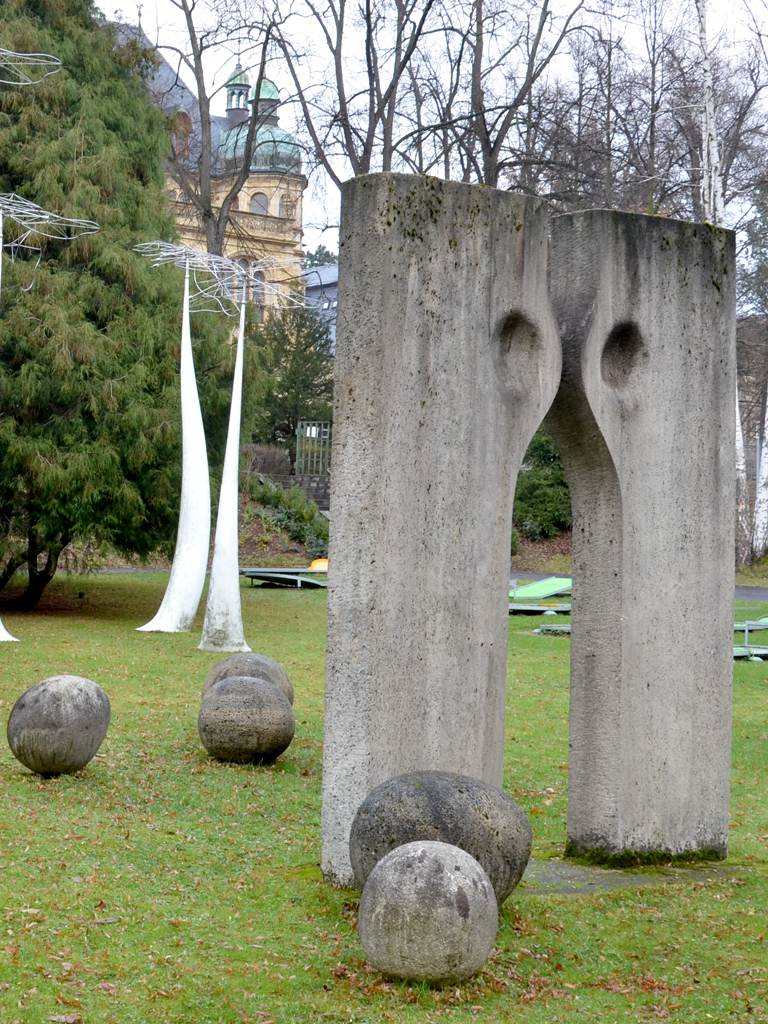
Eva Kmentová, Brána snů (1966)

- 1960–1965 rozměrný abstraktní reliéf (svařovaný plech, 4 × 12m) pro průčelí KNV v Ústí nad Labem
- 1962 řada skic pro Čs. Ambasádu v Brasilii, z nich socha Zrození nyní v Památníku Lidice.
- 1965 serie balkonových mříží pro průčelí, Státní divadlo v Brně
- 1967 Hlava, která chce spát (cín, mramor), ČSA v Bělehradě, Strom (slivenecký mramor), Sokolov
- 1968 plastická stěna (beton, v. 330 cm), Bratislava, reliéfní plastika (osinkocement 210 × 230cm), OZ Prostějov
- 1969 Brána snů (spišský travertin, v. 285 cm), Liberec (s. J. Novákem)
- 1971 Květ (spišský travertin, 100 × 250 cm), Prosek, Praha
- 1973 List v pohybu (s J. Novákem), Prosek, Praha, Slunce (beton, 250 × 500 cm), koleje UK Kajetánka, Břevnov, Praha
- 1975 Nepojmenováno, mramor, interiér a exteriér budovy MSS, Praha
- 1976 Dělicí stěna (ocel, 270 × 785 cm), divadlo Olomouc (s. L. Jiránkem)
- 1988 Kašna (mramor, osinkocement 8 × 20 m), Prostějov

### Kresby, koláže, papírové asambláže
Kromě kreseb, které lze považovat za jakýsi deník, se zachovaly kresebné skici a modely jimiž studovala výstavbu sochařských objemů u plastik ovlivněných pozdním kubismem. Pozdější reliéfy vytvářela bez kresebných návrhů a jako významné lze označit až práce, které vznikly v souvislosti s její pozdní sochařskou tvorbou a během sedmdesátých let nakonec zůstaly hlavním vyjadřovacím prostředkem.
Na počátku jsou znovu otisky těla, tentokrát jako frotáže tiskařskou barvou (Ruce 1972), kresby tužkou zachycující pohyb (Spěch 1973) a řada koláží – krajin (Úzkost (Krajina) 1974).
Z asambláží papírových útržků tvoří nejprve květy (Zelená růže 1975), později různé varianty erotických symbolů (Velká štěrbina 1975, Nepojmenováno 1978).
Reliéfní rozměrné koláže na sololitu zobrazují siluety postav (My 1975), znovu pohyb (Spěch 1975), stopy nohou (Nohy 1976), z bílého zmačkaného papíru vystupují v nízkém reliéfu lidská torza (Bílá kresba 1977).
S postupující nemocí se vracejí existenciální témata ve formě kreseb rychle načrtnutých tužkou (Tíseň 1979), opakuje se motiv Brány.
Poslední prací z roku 1979 je prostorová asambláž Výhonek, volně citující sochu Brancusiho, kterou ale Jaromír Zemina vnímá jako „kalendář odsouzence k smrti“.

### Konceptuální projekty
Tato část tvorby Evy Kmentové není obvykle pojednána samostatně, a proto jen stručné shrnutí. Se sochařskou tvorbou a reliéfními otisky souvisí ateliérový koncept Stopy (návštěvníků ateliéru EK) a následující instalace Stopy (1970) ve Špálově galerii. Stopami, tentokrát aktivního deformování („polidšťování“) papíru, jsou i drobné objekty Co nedopadlo (1975) a pozdější Mísa a Stůl (1978).
Další objekty, které lze souhrnně pojmenovat jako vzkazy, mají podobu skrytého osobního sdělení (Krychle pro Sisyfa 1975) nebo záznamu o přátelských návštěvách v ateliéru Evy Kmentové (Bedna zázraků, Ruce 1976–1979).

### Zastoupení ve sbírkách
- Národní galerie v Praze
- Museum Kampa
- České muzeum výtvarných umění, Praha
- Galerie hlavního města Prahy
- Moravská galerie v Brně
- Muzeum umění Olomouc
- Oblastní galerie Vysočiny v Jihlavě
- Severočeská galerie výtvarného umění v Litoměřicích
- Galerie moderního umění v Roudnici nad Labem
- Oblastní galerie v Liberci
- Alšova jihočeská galerie v Hluboké nad Vltavou
- Východočeská galerie v Pardubicích
- Galerie moderního umění v Hradci Králové
- Galerie umění Karlovy Vary
- Galerie Středočeského kraje v Kutné Hoře
- Muzeum umění a designu Benešov
- Jacques Baruch Gallery, Chicago
- Musée national d’Art moderne, Centre Georges Pompidou, Paris
- Galerie Benedikta Rejta, Louny
- Soukromé sbírky doma i v zahraničí

### Výstavy

#### Autorské (výběr)
- 1963 Galerie mladých, Alšova síň Umělecké besedy, Praha
- 1970 Stopy, Galerie Václava Špály, Praha
- 1973 Plastiky a kresby, Památník Petra Bezruče, Opava
- 1976 Plastiky, kresby, Vlastivědný ústav, Frýdek-Místek
- 1980 Plastiky a kresby, Divadlo v Nerudovce, Praha
- 1983 Kresby, Dům pánů z Kunštátu, Brno
- 1985 Opuštěný prostor, Galerie 55, Kladno
- 1985 Galerie Opatov, Praha
- 1989 Kresby & plastiky, Východočeská galerie v Pardubicích
- 1989 Životní dílo, Dům umění v Opavě, Frýdek-Místek
- 1989–1990 Výběr z životního díla, Městská knihovna, Praha, Hrad Bratislava, Dům pánů z Kunštátu, Brno
- 1995–1996 Eva Kmentová, Litomyšl, Náchod, Prostějov, Brno
- 2003 Eva Kmentová, Severočeská galerie výtvarného umění v Litoměřicích
- 2006 Eva Kmentová: Deník díla, Mánes, Praha, Pražákův palác, Brno
- 2007 Zámek Klenová
- 2008–2009 Esterházyho palác, Bratislava
- 2010–2011 Stopy v krajině, Egon Schiele Art Centrum, Český Krumlov
- 2012 Eva Kmentová, Museum Kampa, Praha
- 2022 Kmentová-Zoubek: Lidská důstojnost, Museum Kampa, Praha

#### Společné (výběr)
- 1953 Umělecká beseda: Členská výstava, Slovanský ostrov, Praha
- 1953 	2. přehlídka československého výtvarného umění 1951 - 1953, Jízdárna Pražského hradu
- 1958–1959 Umění mladých výtvarníků Československa 1958. Obrazy a plastiky, Jízdárna Pražského hradu, Dům umění města Brna
- 1961	Trasa, Galerie Československý spisovatel, Praha
- 1963 Zámek Rychnov nad Kněžnou, Rychnov nad Kněžnou
- 1964	Trasa, Galerie Václava Špály, Praha
- 1964	Socha 1964, Liberec
- 1965	Jiří Balcar, Václav Kiml, Eva Kmentová, František Pacík, Galerie Václava Špály, Praha
- 1965	Sochařská bilance 1955–1965, Olomouc
- 1965 Objekt, Galerie Václava Špály, Praha
- 1965 Małarstwo a rzeźba z Pragi, Krakov
- 1966 Jarní výstava 1966, Mánes, Praha
- 1966	Tschechoslowakische Kunst der Gegenwart, Akademie der Künste, Berlín
- 1966 	Aktuální tendence českého umění. Obrazy, sochy, grafika, výstava k 9. kongresu AICA, Praha
- 1967 5 sochařů, Galerie Václava Špály, Praha
- 1968 Deset sochařských vyznání, Galerie Fronta, Praha
- 1968	Nové věci, Galerie Václava Špály, Praha
- 1968	Aspetti della nuova scultura in Europa, Castello Spagnolo, L’Aquila
- 1968–1969 České sochařství 19. a 20. století, Letohrádek královny Anny Praha
- 1968	Sculpture tchècoslovaque de Myslbek à nos jours, Musée Rodin Paříž
- 1969	Salon de Mai, Sales d’Exposition Wilson, Paříž
- 1969 Arte contemporanea in Cecoslovacchia, Galleria Nazionale d'Arte Moderna e Contemporanea (GNAM), Řím
- 1969	L’oeil écoute. Exposition internationale d’art contemporain, Palais des Papes, Avignon
- 1969 	Nová figurace, Mánes, Praha
- 1969 	Socha a město, Liberec
- 1970	Sodobna češkoslovaška umetnost, Ljubljana, Piran, Zagreb
- 1970 Nová figurace, Dům umění města Brna
- 1970	Tschechische Skulptur des 20. Jahrhunderts: Von Myslbek bis zur Gegenwart, Schloß Charlottenburg – Orangerie, Berlín
- 1980 Eleven contemporary Artists from Prague, New York, Ann Arbor
- 1983 Dessins tchèques du 20e siècle, Centre Pompidou, Paříž
- 1985 	Setkání – mikrosvět, Galerie H, Kostelec nad Černými lesy
- 1988 Jan and Meda Mladek Collection, New York
- 1988 Jacques Baruch Gallery, Chicago
- 1989 České sochařství 1948–1988, Krajské muzeum, Olomouc
- 1990	Pocta umělců Jindřichovi Chalupeckému, Městská knihovna, Praha
- 1991 	In memoriam, Mánes, Praha
- 1991 Europäische Dialoge 1991, Museum Bochum
- 1991	Proti zdi, Galerie Fronta, Praha
- 1992 Arte contemporanea ceca e slovacca 1950–1992, Palazzo del Broletto, Novara
- 1992 20 let výtvarných výstav v Makru (1972–1992), (ÚMCH), Praha
- 1993–1994 Nová figurace, GVU, Litoměřice, VČG Pardubice, MG Brno, DU Opava, OGV Jihlava
- 1994 Europa, Europa: Das Jahrhundert der Avantgarde in Mittel- und Osteuropa, Kunst- und Ausstellungshalle der Bundesrepublik Deutschland, Bonn
- 1994 Ohniska znovuzrození, Městská knihovna, Praha
- 1996 Umění zastaveného času / Art when time stood still, Česká výtvarná scéna 1969–1985, Praha, Brno, Cheb
- 1997 České imaginativní umění, Galerie Rudolfinum, Praha
- 1999–2000 Umění zrychleného času. Česká výtvarná scéna 1958–1968, Praha, Cheb
- 2000	Schenkungen, Museum Bochum
- 2000 Alfa 2000 omega, GMU v Roudnici nad Labem, Praha, OGV Jihlava
- 2000–2001 100 + 1 uměleckých děl z dvacátého století / 100 + 1 Art Works of the Twentieth Century, Dům U Černé Matky Boží, Praha
- 2001 Barevná socha, Severočeská galerie výtvarného umění v Litoměřicích
- 2001–2002 Objekt – objekt: Metamorfózy v čase, Dům u Černé matky boží, Praha, Pražákův palác, Brno
- 2003 Práce na papíře ze sbírky Jana a Medy Mládkových, Dům U Kamenného zvonu, Praha
- 2004–2006 Šedesátá / The sixties, Ze sbírky Galerie Zlatá husa v Praze, DU v Brně, GVU Karlovy Vary
- 2006 České umění XX. století: 1940–1970, Alšova jihočeská galerie v Hluboké nad Vltavou
- 2008 Nechci v kleci! / No cage for me!, Muzeum umění Olomouc
- 2008 3 sochařky: Věra Janoušková – Eva Kmentová – Alina Szapocznikow, Letohrádek královny Anny (Belveder), Praha
- 2009 Socha a město, Liberec 1969. Výstava o výstavě, Liberec 2009, Oblastní galerie v Liberci
- 2010 New Sensitivity, National Art Museum of China, Beijing
- 2010 Roky ve dnech. České umění 1945–1957, Městská knihovna, Praha
- 2017 GENERATION ONE : První generace české postmoderny, Zámecký pivovar Litomyšl, 16. 6. – 6.7. 2017, kurátoři: David Železný a Federico Díaz, pořadatel: BOHEMIAN HERITAGE FUND a Cermak Eisenkraft[4]